# Erkki Melakoski

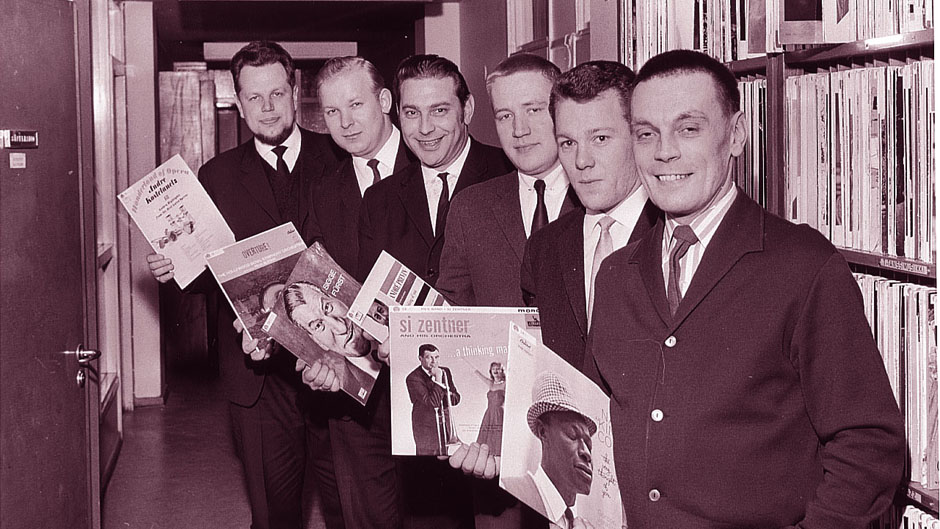
Editores musicales de Yleisradio en 1964. De der. a izq.: Erkki Melakoski, Oki Pikkarainen, Jarmo Korhonen, Sten Ducander, Raimo Henriksson y Ylermi Kosonen

Erkki Melakoski (5 de enero de 1926 – 6 de abril de 1997) fue un músico y compositor finlandés, conocido sobre todo por su tema ”Balladi Olavinlinnasta”.

## Biografía
Su nombre completo era Erkki Olavi Melakoski, y nació en Turku, Finlandia.
Con una gran influencia en la música de entretenimiento de su país, Melakoski ya tocaba en un conjunto de baile en sus días escolares, uniéndose a la orquesta de Olli Häme en 1948, cuando el pianista Valto Laitinen dejó el grupo. Miembro de la banda hasta mediados de la década de 1950, entre 1959 y 1963 tocó en una orquesta propia que llevaba su nombre. 
Además, Melakoski trabajó en Yleisradio como periodista desde 1953 a 1961, como director general adjunto entre 1961 y 1972, y como jefe de producción musical a partir de 1972. A lo largo de su trayectoria en Yleisradio participó en grabaciones con adquisición de derechos permanente, así como en la elaboración de los shows Sävelradio y Kuukauden suositut, del cual fue director.
Erkki Melakoski falleció de modo repentino en Helsinki, Finlandia, en el año 1997. Fue enterrado en el Cementerio de Hietaniemi en dicha ciudad.